# 凱特爾曼站 (加利福尼亞州)
凱特爾曼站（英語：Kettleman Station）是位於美國加利福尼亞州金斯縣的一個非建制地區。該地的面積和人口皆未知。

## 地理
凱特爾曼站的座標為35°59′56″N 119°57′49″W / 35.99889°N 119.96361°W，而該地的平均海拔高度為95米（即312英尺）。